# Anna Petrovna de Russie
Pour les articles homonymes, voir Anne de Russie.
Anna Petrovna de Russie, en russe Анна Петровна, née le 27 janvier 1708 à Moscou et morte le 4 mars 1728 à Kiel, fille de l'empereur de Russie Pierre le Grand, est la mère de Pierre III, empereur de janvier à juillet 1762.
Elle meurt quelques jours après la naissance de son fils, âgée de 20 ans.

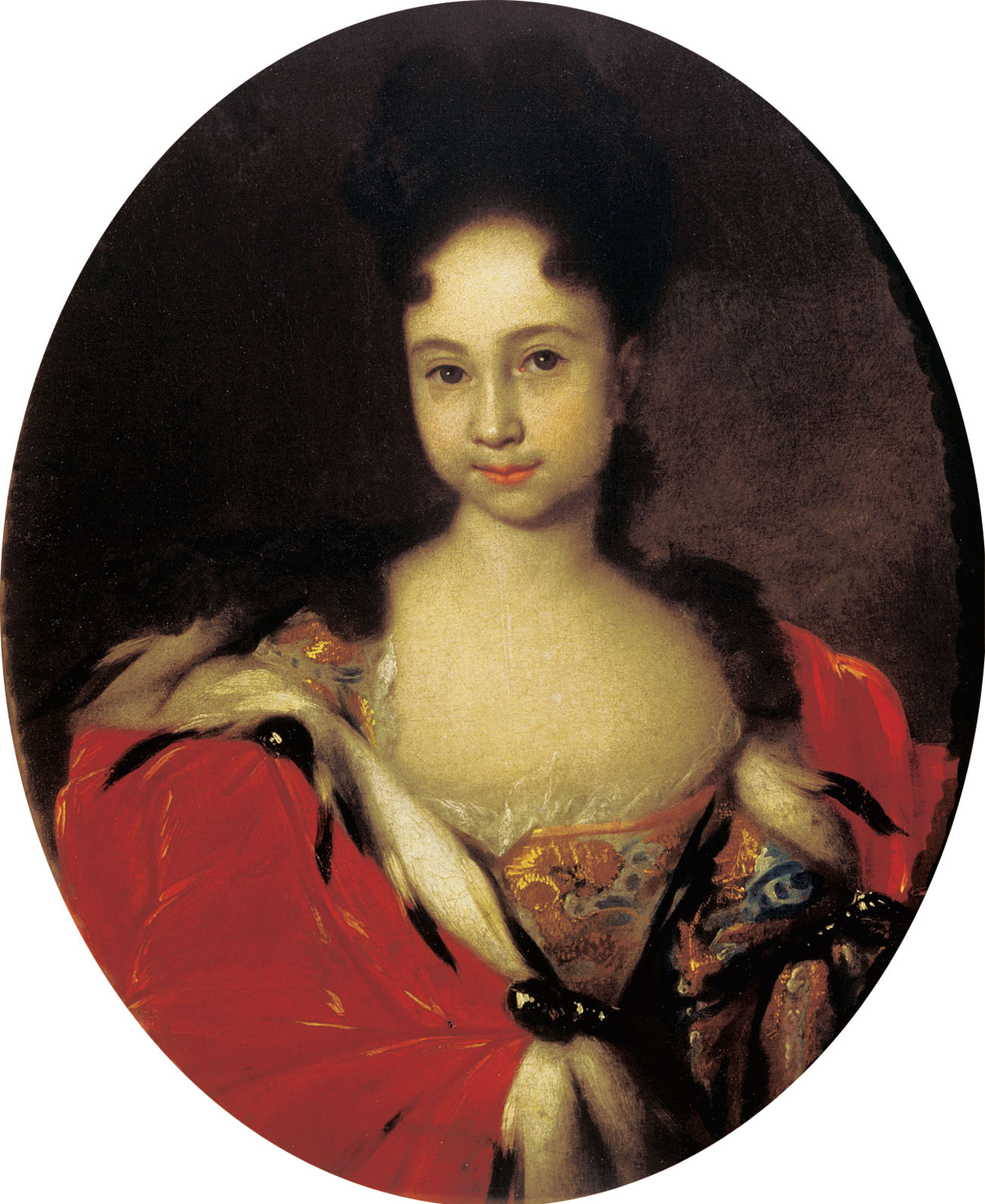
Portrait d'Anna Petrovna par Ivan Nikitine, Galerie Tretiakov.

## Biographie

### Origines familiales et jeunesse
Elle est la fille aînée de Pierre Ier de Russie et de Catherine Ire de Russie. Née hors mariage, elle est légitimée par le mariage de ses parents en 1712.
Elle parle couramment le français, l'allemand, l'italien et le suédois. 
Sous le règne de Catherine Ire, elle s'occupe de son neveu Pierre Alexeïevitch, fils du tsarévitch Alexis Pétrovitch et de Charlotte de Brunswick-Wolfenbüttel, que ses parents négligent.
Anna Petrovna se voit refuser plusieurs alliances matrimoniales.[réf. nécessaire]

### Mariage avec Charles Frédéric de Holstein-Gottorp (1724)
Le 17 mars 1721, le prince allemand Charles Frédéric de Holstein-Gottorp arrive en Russie et sympathise avec elle et avec son père. Il projette de se servir de son mariage pour s'assurer le soutien de la Russie dans ses prétentions au trône de Suède. 
Selon les termes du traité de Nystad (1721), la Russie s'engage à ne pas s'immiscer dans les affaires intérieures de la Suède.[pas clair]
Le contrat de mariage est signé le 22 novembre 1724. Il stipule qu'Anna Petrovna et Charles Frédéric renoncent formellement à toute prétention sur le trône impérial de Russie, pour eux-mêmes comme pour leurs descendants. Pierre le Grand obtient le droit de nommer son successeur.

### Mort et succession de Pierre le Grand (1725)
En janvier 1725, Pierre le Grand tombe gravement malade (urémie). Il appelle Anna à son chevet afin de lui dicter ses dernières volontés. Mais à son arrivée, l'empereur ne peut plus prononcer un mot. Partant de ce fait, certains historiens ont ensuite émis l'hypothèse que Pierre le Grand désirait laisser à Anne Petrovna le trône de Russie.[réf. nécessaire]
La succession échoit d'abord à l'épouse de Pierre, Catherine. Charles-Frédéric est admis au Conseil suprême nouvellement créé, mais il n'a qu'une influence limitée sur la politique russe[réf. nécessaire].
À la mort de Catherine Ire (17 mai 1727), Charles-Frédéric se trouve dans une situation précaire, le pouvoir étant passé aux mains du prince Alexandre Menchikov, qui aspire à un mariage entre sa fille Marie et le jeune Pierre II de Russie. 

### Départ pour l'Allemagne (1727), mort et funérailles
La tension entre Charles-Frédéric et Menchikov s'élève au point que Charles-Frédéric et son épouse quittent la Russie pour Kiel, capitale du duché de Holstein-Gottorp où ils s'installent.
C'est là que naît leur fils Charles-Pierre-Ulrich le 21 février 1728.
Anna meurt peu après l'accouchement. Elle vient de fêter son vingtième anniversaire. 
Avant sa mort, elle a demandé à être inhumée en Russie, auprès de ses parents, dans la cathédrale Pierre-et-Paul de Saint-Pétersbourg, ce qui a lieu le 12 novembre 1728.

## Généalogie
Anna Petrovna appartient à la maison Romanov, au pouvoir en Russie depuis Michel Ier, tsar de 1613 à 1645.